# コンスタンティノス6世
コンスタンティノス6世（ギリシア語：Κωνσταντίνος ΣΤ' （Kōnstantinos VI））、771年1月14日 - 797年?）は、東ローマ帝国イサウリア朝（シリア朝）の第4代皇帝（在位：780年 - 797年）。同王朝第3代皇帝レオーン4世の子。

## 生涯
780年、父レオーン4世の死により即位するが、9歳という幼少であったため、生母エイレーネーが摂政となって政治を取り仕切った。
エイレーネーはイコノクラスム（イコン破壊運動）には否定的で、イコン破壊令を破棄してイコン復活策を採用した。しかしそのため、イコノクラスムを支持する一派がコンスタンティノス6世と結びついて、エイレーネーと対立した。もともとコンスタンティノス6世は母親と不仲なこともあって、イコノクラスムを支持したが、いつの間にかコンスタンティノス6世はイコノクラスム支持派とも対立してしまう。また、祖父コンスタンティノス5世にならって第一次ブルガリア帝国に親征したが、恐怖のあまり戦わずして逃走するという失態を演じ、軍隊や政府高官の支持も失った。
この機をとらえたエイレーネーは797年、軍を動かしてコンスタンティノス6世を捕縛し、実の息子でありながら目をくりぬいて追放した。コンスタンティノス6世の追放後は、帝国東部ではエイレーネーが自らローマ帝国初の女帝を名乗り、帝国西方ではフランク王国の国王カールがローマ教皇レオ3世によってコンスタンティノス6世の後継者としてローマ皇帝に戴冠された。
追放されたコンスタンティノスは、コンスタンティノポリスの片隅でひっそりと暮らしていたとも言われているが、詳細は不明である。娘のエウフロシュネは、アモリア王朝初代皇帝のミカエル2世と結婚し皇后になった。

## 結婚と子女
コンスタンティノスは、初めカール大帝の娘ロトルートと婚約していたが、イコン復活政策が採用された後に解消された。
最初、小アジアの没落地主の娘であったマリアと結婚したが、795年に離婚し修道院に入れられた。2女をもうけた。
- エイレーネー
- エウフロシュネ - ミカエル2世と結婚

二度目に、宮廷の女官テオドテーと結婚した。2男をもうけた。
- レオーン（796年 - 797年）